# Aloja
Aloja (ryska: Алоя) är en kommunhuvudort i Lettland.   Den ligger i kommunen Alojas novads, i den norra delen av landet, 100 km nordost om huvudstaden Riga. Aloja ligger 85 meter över havet och antalet invånare är 1 509.
Terrängen runt Aloja är mycket platt. Runt Aloja är det glesbefolkat, med 11 invånare per kvadratkilometer. Närmaste större samhälle är Mazsalaca, 14,8 km nordost om Aloja. Omgivningarna runt Aloja är en mosaik av jordbruksmark och naturlig växtlighet.